# Chemical Communications
Chemical Communications (abreviatura Chem. Commun.), coneguda com a ChemComm, és una important revista científica dedicada a la química. És publicada, amb aquest nom, des del 1996 per la Royal Society of Chemistry britànica. El seu factor d'impacte és molt elevat, 6,834 el 2014. Ocupa la 3a posició de qualitat de revistes dedicades a la química en l'àrea de superfícies, recobriments i pel·lícules en el rànquing SCImago; la 4a en metalls i aliatges, i la 6a en la categoria de química de materials.
Chemical Communications és una revista que destaca per la ràpida publicació d'articles, comunicacions, amb informació sobre noves vies d'investigació, procedents de les principals zones de tot el món de la investigació química, amb un format flexible, que van des d'una pàgina per a informacions molt urgents fins a articles curts de màxim quatre pàgines d'extensió. Actualment publica 100 números per any, essent la primera revista de química en fer això, la qual cosa millora la rapidesa i visibilitat. A més d'aquestes comunicacions, ChemComm publica articles més extensos escrits pels principals científics on resumeixen el treballs més recents dins del seu camp des d'una perspectiva personal.
Chemical Communications s'ha publicat sota diferents noms des de 1965:
- Chemical Communications (London) (1965-1968), Chem. Commun. (London)
- Journal of the Chemical Society D: Chemical Communications (1969-1971), J. Chem. Soc., Chem. Commun.
- Journal of the Chemical Society, Chemical Communications (1972-1995), J. Chem. Soc., Chem. Commun.[2]